# Hermión (mártir)
San Hermión (muerto supuestamente en 303) es un santo y mártir cristiano que murió, al parecer, durante las persecuciones del emperador Diocleciano.

## Reliquias
Debido a la ausencia de biografía, la importancia y el culto de San Hermión se centran únicamente en sus reliquias, las cuales fueron halladas en las catacumbas de Santa Ciriaca, en Roma. Se conoce que en su sepulcro figuraban el nombre del santo y un recipiente con su sangre, constituyendo esto último un signo inequívoco de que sufrió martirio.
El jesuita exiliado Pedro José Márquez Ochoa, a petición de José Ana Gómez de Portugal, clérigo de la parroquia de Santa María de los Lagos, entonces diócesis de Guadalajara (Jalisco, México), solicitó al papa Pío VI la donación de las reliquias de San Hermión. Los trámites duraron tres meses, siendo los restos finalmente exhumados de las catacumbas el 29 de diciembre de 1789 y colocados, una vez reconstruidos, en una urna sellada por fray Javier Cristiani, quien expidió el correspondiente documento de donación el 7 de abril de 1790. Las reliquias salieron de Roma el 2 de junio de 1790 a través del río Tíber, llegando al puerto de Civitavecchia, donde permanecieron por un tiempo, siendo embarcadas a finales de enero de 1791 rumbo a Cádiz (España). El rey Carlos IV autorizó el 12 de febrero del mismo año que el cuerpo fuese trasladado desde el puerto de Cádiz hasta el puerto de Veracruz, en México, partiendo, al parecer, el 27 de febrero. Tras llegar a Veracruz, las reliquias del santo fueron transportadas a Lagos de Moreno y emplazadas en un altar dedicado a él el 12 de julio del mismo año por el bachiller y párroco interino Don Juan de Aguilera. Por su parte, fray Antonio Alcalde y Barriga, obispo de Guadalajara, decretó el 20 de mayo de 1792 que la festividad de San Hermión se celebrase el 28 de febrero, día en que se coloca una escalinata de madera frente al retablo donde se halla la urna con sus reliquias para que los fieles puedan contemplarlas de cerca.
Respecto al cuerpo relicario que contiene sus huesos, este está realizado en cera. Del mismo modo, la estatua luce un atuendo de soldado romano, lo que ha llevado a identificar erróneamente a San Hermión con uno de ellos, ya que no existen datos que corroboren o desmientan este hecho. Igualmente, el realismo de la escultura ha llevado a que la misma sea confundida con un cuerpo incorrupto. La efigie porta una guirnalda de flores en la cabeza y una palma, símbolo tradicional del martirio, en su mano izquierda, hallándose un casco a sus pies, una espada junto a su mano derecha y el cáliz con su sangre (vas sanguinis) junto al rostro.

## Análisis
Los días 13 y 14 de agosto de 2018, el Instituto Nacional de Antropología e Historia (INAH) llevó a cabo un análisis del cuerpo relicario mediante el empleo de placas radiográficas con un equipo portátil de radiología digital directa. El examen del mismo permitió conocer que cuando la estatua de cera fue elaborada en el siglo XVIII, el esqueleto fue montado reconstruyendo parcialmente la osamenta y cubierto posteriormente con diversos materiales. De acuerdo con el INAH: «Cuenta con soportes de metal y combinaciones de diversos textiles, papel y fibras vegetales que se usaron para generar volúmenes y secciones del cuerpo; para las zonas que simulan piel, se empleó una tela delgada y transparente (presumiblemente seda) que permite observar los huesos a través de ella».
Así mismo, un estudio efectuado por la Coordinación Nacional de Monumentos Históricos (CNMH)  reveló que el relicario alberga el cráneo, los huesos largos y varias costillas además de dientes y otros restos depositados dentro de la calavera, así como varios huesos adicionales guardados en una bolsa de tela colocada a la altura del pecho.